# Verlag Jugend & Volk

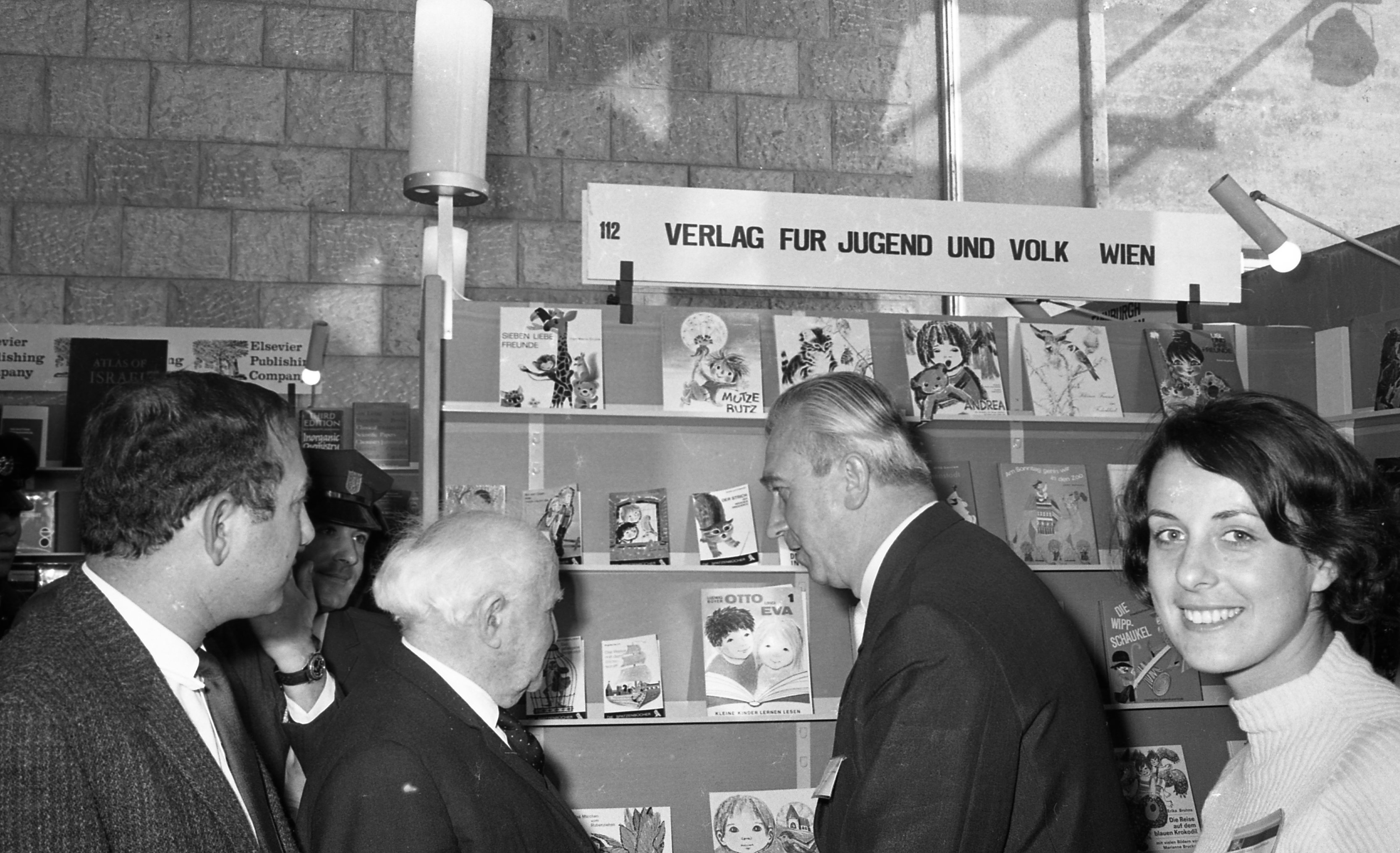
Verlag Jugend & Volk, Auslage 1969

Der Verlag Westermann Jugend & Volk GmbH, ehemals Verlag Jugend & Volk, ist ein österreichischer Bildungsmedienverlag mit Sitz in Wien. Er wurde 1921 mit dem Ziel gegründet, die nach dem Ende der österreich-ungarischen Monarchie fällige Schulreform mit modernen Lehrbüchern zu unterstützen. Erfolgreich war er vor allem mit pädagogischen Publikationen, Lehrbüchern für Volksschule und Mittelstufe sowie bis 1994 außerdem mit Kinder- und Jugendbüchern. Heute bietet der Verlag Unterrichtsmedien für alle Schulformen an: Für Volks- und Sonderschulen, Mittelstufe, AHS-Oberstufe, polytechnische Schulen sowie berufsbildende Schulen. Hinzu kommen Materialien für die Schuleingangsstufe und offene Lernformen, Pädagogiktitel sowie Begleitmaterialien zu Schulbüchern.

## Verlagsgründung 1921
Otto Glöckel wurde am 15. März 1919 Leiter des Wiener Obersten Schulamtes und begann mit der Errichtung einer Reformabteilung die Erarbeitung neuer Lehrpläne. Am 19. Oktober 1919 beschloss der Wiener Gemeinderat die kostenlose Abgabe von Lehr- und Lernmitteln für die Schüler öffentlicher Pflichtschulen in Wien. Eine erste Gratisschulbuchaktion wurde ins Leben gerufen und machte die Gründung eines neuen Verlags notwendig, um die Reformpläne abzudecken. Am 21. April 1921 fasste der Wiener Gemeinderat gemeinsam mit dem Verlag Gerlach & Wiedling den Entschluss, einen neuen Verlag Jugend & Volk zu gründen. Walther Wiedling übernahm die Leitung als Teilhaber und Geschäftsführer.
Das Verlagsprogramm stand zwischen 1921 und 1934 ganz im Dienst der großen Schulreform und umfasste die Herausgabe von Lehrbüchern, Klassenlesestoff und Lehrmitteln, pädagogischen Werken sowie Kinder- und Jugendbüchern. Innovative und erfolgreiche Werke wie die Fibel Wiener Kinder erstes Buch von Johann Heeger und Alois Legrün, die Sprachbücher Wie ich richtig erzähle und schreibe von Karl Linke, die Rechenfibel Eins, zwei, drei, lustig ist die Rechnerei von Konrad Falk und das Liederbuch Ringa – Ringa – Reia von Hans Enders, Gustav Moißl und Kurt Rotta erschienen. Otto Glöckel veröffentlichte 1927 bei Jugend & Volk seine Reformschrift Die Entwicklung des Wiener Schulwesens seit 1919. Andere namhafte Schulreformer publizierten ebenfalls bei Jugend & Volk.

## Nach 1945
Die Not der Jahre des Zweiten Weltkriegs (1939 bis 1945) sowie die unmittelbaren Nachkriegsjahre zwang die größten österreichischen Schulbuchverlage zu einer Kooperation im Rahmen einer Arbeitsgemeinschaft, die bis 2003 andauerte. Die verlegerische Tätigkeit wurde aufeinander abgestimmt und führte dazu, dass sich die Verlage auf einzelne Gebiete und Kernkompetenzen konzentrierten. Der Verlag Jugend & Volk widmete sich weiterhin der Umsetzung von Reformen in seinen Schulbüchern. Zusätzlich profilierte er sich auf dem Gebiet pädagogischer und methodischer Lehrwerke und brachte zahlreiche Jugendbücher und Kunstbände heraus. Auch die Viennensia-Literatur erfuhr eine Blütezeit. 1954 erschien bei Jugend & Volk unter der Leitung von Josef Leiter zum ersten Mal eine Lesefibel für die Allgemeine Sonderschule mit dem Titel Wir lesen mit.
In enger Zusammenarbeit mit den Wiener Schulbehörden wurde 1958 unter Leitung von Johann Heeger eine neue Fibel Wir können schon lesen entwickelt. Bedeutende Methodiker des Elementarunterrichtes waren daran beteiligt.
Anlässlich seines 50. Jubiläums im Jahr 1971 ging der Verlag eine Kooperation mit einer Gruppe linker und avantgardistischer Autoren ein, die sich im „Arbeitskreis österreichischer Literaturproduzenten“ organisiert hatten. Die daraus entstandene Buchreihe mit Belletristik und Theorie erschien bis 1975.
Von 1992 an teilte der Verlag sein Programm in einen Kinder- und Jugendbuch- sowie in einen Schulbuchbereich ein. Unter der Leitung von Heinz K. Hännl fokussierte er sich in den folgenden Jahren immer stärker auf das Schulbuch. Im Jahr 2002 übernahm der Verlag das Programm des Bohmann Fachbuch-Verlags, der seit mehr als 60 Jahren für berufsbildende Schulen publiziert hatte. In diesem Bereich erschienen viele Titel, speziell für Metalltechnik, Elektrotechnik, Installations- und Gebäudetechnik, holzverarbeitende Berufe, Einzelhandel sowie für die Polytechnische Schule.
Nach drei Umzügen – 1994 in die Universitätsstraße und 2008 in die Diefenbachgasse – ist der Verlag Westermann Jugend & Volk heute in der Hainburger Straße beheimatet und seit 2012 mit dem Verlag Westermann Dorner (ehem. Verlag E. Dorner) als Teil der Braunschweiger Westermann Gruppe zusammengeschlossen.

## Bekannte Produkte
- Diercke Weltatlas Österreich – Atlanten für den Unterricht in Österreich[2]
- BiBox – digitales Unterrichtspaket für Volksschule, Sekundarstufe und berufliche Bildung
- OMNIA – Schularbeiten- und Arbeitsblattgenerator für Sekundarstufe und berufliche Bildung